# Жуматов, Галымбек Сагимбаевич
Галымбек Сагимбаевич Жуматов (каз. Ғалымбек Сағымбайұлы Жұматов); род. 15 октября 1952, с. Ульгули, Иртышский район, Павлодарская область, Казахская ССР) — казахский прозаик, поэт. Член Союза писателей Казахстана.

## Биография
Происходит из рода бултын племени кыпшак.
В 1979 г. окончил факультет журналистики КазГУ.
Много лет работал в областной газете «Қызыл ту» (сейчас «Сарыарқа самалы»), сначала журналистом, потом стал зав. отделом и заместителем главного редактора.
С 1991—1995 гг. — собственный корреспондент газеты «Халық кеңесі» в Павлодарской области. Сейчас — редактор павлодарской городской газеты «Шаһар».

## Творчество
В 1980 г. вышел первый сборник «Арман қанатында». В 1984 г. вышла книга «Трактор қалай жасалады?», в 1986 — повесть «Ала көжек», в 1992 году — сборники повестей «Жалғас — жауынгердің баласы», «Кең аулалы үйденбіз».
В 2003 году Жуматов Галымбек получил приз за первое место в республиканском фестивале «Қазақстан — қара шаңырағым». В этом же году была издана книга для детей «Біз — 42 әріппіз». В 2005 г. — сборник песен «Жеңіс жалауын желбіреткен», 2006 г. — книга эссе «Ана өсиеті», поэтический сборник «Сағыныш сазы», 2007 г. — документальная повесть «Кемелді елдің Кемері», 2008 г. — публистическая книга «Мәшһүр тағлымы», 2010 г. Галымбек Жуматов и композитор Назымбек Дукенбаев выпустили сборник стихов и музыкальный диск, посвященные столице Казахстана
Указом президента РК от 2 декабря 2021 года награждён орденом «Курмет».